# Yoshikazu Nagai
Yoshikazu Nagai (Saitama, 16 aprile 1952) è un allenatore di calcio ed ex calciatore giapponese, di ruolo attaccante.

## Carriera
Ha giocato per diversi anni con la squadra del Furukawa Electric, l'attuale JEF United.

## Statistiche

### Presenze e reti nei club
| Stagione | Squadra           | Campionato | Campionato | Campionato |
| Stagione | Squadra           | Comp       | Pres       | Reti       |
| -------- | ----------------- | ---------- | ---------- | ---------- |
| 1971     | Furukawa Electric | JSL1       | 10         | 2          |
| 1972     | Furukawa Electric | JSL1       | 10         | 0          |
| 1973     | Furukawa Electric | JSL1       | 18         | 2          |
| 1974     | Furukawa Electric | JSL1       | 18         | 5          |
| 1975     | Furukawa Electric | JSL1       | 18         | 7          |
| 1976     | Furukawa Electric | JSL1       | 18         | 5          |
| 1977     | Furukawa Electric | JSL1       | 18         | 14         |
| 1978     | Furukawa Electric | JSL1       | 18         | 1          |
| 1979     | Furukawa Electric | JSL1       | 18         | 6          |
| 1980     | Furukawa Electric | JSL1       | 17         | 3          |
| 1981     | Furukawa Electric | JSL1       | 15         | 6          |
| 1982     | Furukawa Electric | JSL1       | 10         | 1          |
| 1983     | Furukawa Electric | JSL1       | 12         | 1          |
| 1984     | Furukawa Electric | JSL1       | 14         | 5          |
| 1985-86  | Furukawa Electric | JSL1       | 22         | 3          |
| 1986-87  | Furukawa Electric | JSL1       | 14         | 0          |
| 1987-88  | Furukawa Electric | JSL1       | 22         | 2          |
|          | Totale            |            | 272        | 63         |